# Castell de Lluçars
El castell de Lluçars, és una antiga fortificació militar medieval, situada a la localitat de Lluçars, al municipi oscense de Tolba.

## Història
Hi ha discrepàncies sobre el rei que va ordenar la construcció del castell de Lluçars, els experts coincideixen a situar-la entre 1060 i 1070, és a dir, entre les dates en què Ramir I d'Aragó conquereix l'entorn de Benavarri i la consolidació per part del seu rei fill Sanç Ramires d'aquests territoris abans de començar l'expansió cap al sud. Durant les primeres dècades la gestió el castell va anar a càrrec de tinents reials, però el 1136 consta com a pertanyent al comte de Pallars. El 1292 va ser cedit a Ramon de Peralta i a partir de 1344 al costat dels castells de Viacamp, Falç i Juseu va formar el senyoriu dels Quatre Castells, que durant la Baixa Edat Mitjana es va integrar en la baronia de Castre. Al segle xviii va passar a ser propietat dels ducs de Medinaceli. Entre el 2001 i el 2004 va tenir lloc una primera fase de restauració de la torre, en el marc del programa comarcal Ribagorça Any 1000. Entre el 2007 i el 2009 segueix una nova campanya de restauració, consistent en consolidació, reparació de fàbriques i neteja interior i exterior, segons el projecte de l'arquitecte José Miguel Ferrando.

## Descripció
La torre i les restes d'una muralla perimetral s'assenten al capdamunt d'una taula de pedra dominant no només el nucli urbà sinó també el tram central del Riu de Queixigar. El recinte fortificat es disposa sobre un turó que domina la població de Lluçars, així com les vies de comunicació en direcció nord-sud a través de la vall del riu Riu de Queixigar. Constava d'un recinte emmurallat de planta aproximadament trapezoïdal, d'uns 70 × 25 m als punts més amplis, adaptat al perímetre de la plataforma superior del turó, amb una torre semicircular sobresortint a cada cantonada i una gran torre central.
Del recinte exterior es conserven únicament restes de dues torres, a la cara oest del conjunt. D'una, situada al sud-oest, subsisteix únicament el basament massís. De la segona, a l'extrem oposat, la part inferior, amb un parament de 1,30 m de gruix i un buit interior d'uns 2,60 m. Totes dues estan construïdes amb aparell de carreu similar al de la torre central. Aquesta s'alça més o menys centrada a l'interior del recinte, amb planta pentagonal a l'exterior i quadrada a l'interior i una alçada d'uns 25 metres, que es distribueixen interiorment en 6 plantes. Està realitzada en carreu estret i allargat (15 × 25 cm), que configura murs d'un gruix d'entre 2,25 i 2,48 ma la part baixa.
Els pisos interiors es disposaven sobre reculades del mur i els paraments mostren els buits de les bastides emprades per a construir-lo. Sobre el farciment de la fonamentació hi ha una primera planta que era cega a l'exterior. Sobre ella hi havia una segona planta on s'obren estretes espitlleres adovellades, una a la part central de cadascun dels llenços.
A la tercera planta hi ha l'antiga porta d'accés, en arc de mig punt doblegat per un segon arc de carreus fins; les peces que configuraven l'arc d'accés han desaparegut. A l'interior d'aquest pis hi havia el vàter, que és una cambra rectangular oberta a l'interior dels murs (a la part on són més gruixuts per configurar els llenços pentagonals), amb accés al colze, volta encofrada, desguàs en declivi i abocador en sortint. També n'hi ha un de similar al castell de Viacamp i presenta semblants amb l'existent a la torre d'Abizanda.
El quart pis disposa de tres obertures als paraments nord, est i sud, més quatre a l'oest, presentant esviatge els situats a les cantonades i, tots ells, revoltons capialçats revocats amb argamassa.
La cinquena planta té finestres similars, així com una fornícula en arc de mig punt oberta al mur, que s'ha interpretat com a corresponent a una capella, similar a una existent al proper castell de Viacamp. Es pensa que les obertures d'aquests dos pisos es complementarien per configurar la principal estructura defensiva de la torre, que quedaria completada amb un cadafal de fusta a l'exterior. Castán situa en aquesta planta un cadafal de fusta per completar la defensa, al qual s'accediria per les obertures esmentades. A més, sembla haver disposat d'un pis superior, a manera de falsa sota la coberta.
És un conjunt fortificat de gran importància i qualitat constructiva, que sembla haver tingut un caràcter residencial a part del purament militar. Si bé alguns dels seus trets, com la planta poligonal, l'emparenten amb altres castells aragonesos (com els de Troncedo, Samitier, Arcusa o Boltanya), la combinació amb altres elements, com l'existència de capella i vàter o la doble banda superposada de obertures defensives, la doten d'un enorme interès i singularitat. Tot i les evidents diferències a la planta, el castell s'ha de relacionar, tant arquitectònicament com històricament, amb la torre de Viacamp, ja que totes dues semblen fruit d'una mateixa campanya constructiva.